# María Agustina Rivas López
María Agustina Rivas López RGS (* 13. Juni 1920 in Coracora, Provinz Parinacochas, Region Ayacucho, Peru als Antonia Luzmila Rivas López; † 27. September 1990 in La Florida, Distrikt Pichanaqui, Provinz Chanchamayo, Region Junín) war eine peruanische römisch-katholische Ordensschwester und Märtyrerin. Sie wurde 1990 wegen ihres sozialen und religiösen Einsatzes für Indigene aus Glaubenshass von Revolutionären des marxistisch-leninistischen Sendero Luminoso hingerichtet. Ihre Seligsprechung erfolgte am 7. Mai 2022.

## Leben
Antonia Rivas zog 1934 nach Lima, um am Colegio Sevilla zu studieren. Hier lernte sie die Kongregation der Schwestern vom Guten Hirten kennen, die das College betrieben. Vom religiösen Geist dieser Gemeinschaft angezogen, trat sie 1941 der Kongregation bei und nahm den Ordensnamen María Agustina an. Von ihren Mitschwestern wurde sie stets „Aguchita“ (kleine Agustina) genannt. Sie legte am 8. Februar 1945 die einfachen und am 8. Februar 1949 die ewigen Gelübde ab. Bis 1988 wirkte sie im Stadtteil Barrios Altos von Lima als Köchin, Krankenschwester und Erzieherin sowie in weiteren hausinternen und karitativen Bereichen der Ordensgemeinschaft. Darüber hinaus galt ihre Sorge benachteiligten Frauen und Mädchen sowie minderjährigen Waisenkindern, die durch soziale Armut in die Kriminalität abdrifteten.
Als sich Sendero Luminoso in die Provinz Chanchamayo der Region Junín ausgedehnt hatte, wurde Agustina Rivas 1988 nach La Florida im Distrikt Pichanaqui der Provinz Chanchamayo entsandt. Hier leitete die Kongregation eine Missionsstation, die von den Asháninka mit besonderem Engagement unterstützt wurde, nachdem sie sich von den falschen Versprechungen der Revolutionäre abgewandt hatten. Rivas′ sozial-religiöse Initiativen zur Verbesserung der Lebensmittelversorgung, zur Alphabetisierung und in der Familienkatechese riefen bei der Guerillaorganisation Missgunst und Gewaltaktionen hervor. Trotz der wachsenden Gefahr für ihr Leben beschloss Rivas, bei den Einwohnern von La Florida zu bleiben.
Am 27. September 1990 überfielen Mitglieder des Sendero Luminoso das Dorf La Florida und beabsichtigen, den Dorfvorsteher in ihre Gewalt zu bringen bzw. ihn zu exekutieren. Um ein großes Abschreckungspotential zu entwickeln, zwangen sie alle Bewohner, sich auf dem Dorfplatz zu versammeln. Nachdem sie den Dorfvorsteher nicht finden konnten, warfen sie Rivas vor, mit ihrer Wohltätigkeit und durch Bildung junge Menschen vom bewaffneten Aufstand abgelenkt zu haben. Augenzeugen berichteten, dass Rivas von der bewaffneten Gruppe zuerst mit religiösen Beleidigungen eingeschüchtert und schließlich vor den Augen aller Dorfbewohner exekutiert wurde. Mit ihr ermordete das Kommando des Sendero Luminoso fünf weitere Dorfbewohner.
Die Ermordung der Ordensschwester löste bei den Dorfbewohnern große Panik aus. Ihre Leiche blieb die ganze Nacht auf dem Dorfplatz zurück; erst am nächsten Tag wurde sie begraben. Als die Polizei über das Verbrechen informiert wurde, exhumierte sie den Leichnam, um eine Autopsie vorzunehmen, welche die Todesursache bestätigte.

## Verehrung und Seligsprechungsprozess
Der Seligsprechungsprozess für Agustina Rivas begann am 4. Oktober 2017 mit den diözesanen Untersuchungen, die am 18. Oktober 2017 abgeschlossen wurden. Am 22. Mai 2021 sprach Papst Franziskus der ermordeten Ordensschwester den sogenannten heroischen Tugendgrad zu, eine Vorstufe zur Seligsprechung, und bestätigte, dass sie in odium fidei (aus Glaubenshass) getötet wurde.
Die Seligsprechung fand am 7. Mai 2022 in La Florida, Peru, statt.
Aktueller Postulator ist Waldery Hilgeman.